# Heinrich Koch (Politiker, 1811)
Heinrich Koch (* 4. Dezember 1811 in Homberg; † 30. November 1870 in Waßmuthshausen) war ein deutscher Bürgermeister und Mitglied der Kurhessischen Ständeversammlung.

## Leben
Heinrich Koch wurde als Sohn der Eheleute Walter Koch und Gertrude Koch geb. Bauer geboren. 
In Waßmuthshausen, Stadtteil von Homberg, übte er das Amt des Bürgermeisters aus und erhielt in dieser Funktion im Jahre 1855 ein Mandat für die Zweite Kammer der Kurhessischen Ständeversammlung.
Diese wurde nach den Unruhen im Jahre 1830 zum Zweck der Beratung und Verabschiedung einer Verfassung gebildet und hatte bis 1866 Bestand, als das Land Hessen durch Preußen annektiert wurde. Koch blieb für 2 Jahre in dem Parlament. 